# Abenomics

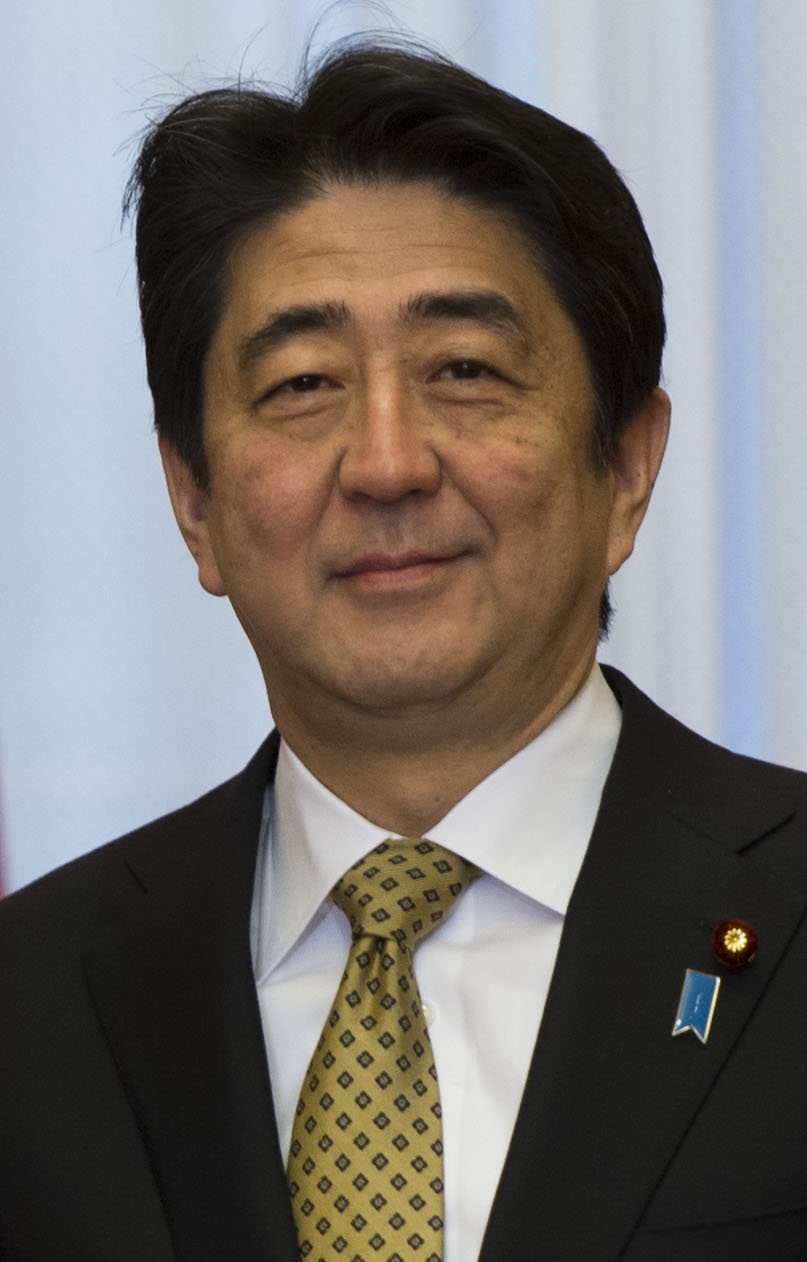
Japans Premierminister Shinzō Abe (2014)

Der Begriff Abenomics (jap. アベノミクス Abenomikusu; in Analogie zu Reaganomics) ist ein Kofferwort zusammengesetzt aus „Abe“ (Nachname eines ehemaligen japanischen Premierministers) und „economics“ (englisch für Volkswirtschaft) und benennt Shinzō Abes im Januar 2013 begonnene Politik. Die zweite und dritte Regierung Abe unternahm seit ihrem Amtsantritt den Versuch, mithilfe von Konjunkturprogrammen, einer enormen Geldschwemme und tiefgreifenden Deregulierungen Japans Wirtschaftskrise zu durchbrechen. Das Land erlebt seit 1990, ausgelöst durch das Platzen der Blasenwirtschaft am Aktien- und Immobilienmarkt, im Vergleich zu den Jahrzehnten zuvor durchgehend niedrigere Wachstumsraten. Ob deflationistische Tendenzen eine Ursache (oder Hauptursache) dieser Drosselung sind, war und ist umstritten.

## Wahlkampf und Koalitionsbildung 2012
Am 16. Dezember 2012 hatte die Liberaldemokratische Partei (LDP) bei der Shūgiin-Wahl 2012 die Mehrheit im Shūgiin (Parlamentarisches Unterhaus) gewonnen und bildete eine Regierungskoalition mit der Kōmeitō. Abe hatte somit den nötigen parlamentarischen Rückhalt, um wesentliche Elemente seiner Wahlkampfversprechen einzulösen. Abe wurde am 26. Dezember von beiden Kammern des Parlaments zum Premierminister gewählt; er und das Kabinett wurden noch am gleichen Tag von Kaiser Akihito ernannt. Bereits auf der konstitutionellen Kabinettssitzung wurde Haruhiko Kuroda – ein Ökonom, welcher durch Forderungen nach einer Politik des billigen Geldes landesweit Aufsehen erregte – zum neuen Notenbankchef und somit zum geldpolitischen Architekten der Reformpolitik ernannt.

## Die drei Säulen der Abenomics
Die Strategie basiert auf drei Säulen:

### 1. Weiter anhaltende Geldschwemme
Seit Zusammenbruch von Lehman Brothers steigerte die japanische Zentralbank das Geldvolumen um annähernd 600 %. Zum Vergleich: Die US-Notenbank FED ließ das Dollar-Volumen im gleichen Zeitraum um über 400 % anschwellen; die EZB das Euro-Volumen lediglich um ca. 25 %.
Während die FED allerdings ihre Anleihenkäufe, also ihre Politik des „Gelddruckens“ – genannt Quantitative Easing – schon seit Anfang 2014 zurückzufahren begann, weitet die japanische Zentralbank diese aus, vor allem um eine Inflationsrate oberhalb der 2-Prozent-Marke zu bewirken.

### 2. Kreditfinanzierte Konjunkturprogramme
Eine Art Schuldengrenze wurde eigens hierfür „flexibel“ erklärt, um „zweistellige“ Haushaltsdefizite möglich zu machen. Im Haushalt 2014 etwa beträgt das Defizit voraussichtlich über 10 % gemessen am Bruttoinlandsprodukt.

### 3. Reformen und Deregulierungen
Die Gesellschaft, das Rechtssystem sowie der Arbeitsmarkt sollen umfänglich in eine wirtschaftsfreundliche Richtung reformiert werden. Als eine exemplarische Zielgröße gilt die Erhöhung der Produktivität der Gesellschaft durch eine signifikant höhere Erwerbsquote von Frauen. Die Renten sollen – ebenso wie die direkten Steuern – gesenkt werden; die indirekten Steuern (vor allem die Mehrwertsteuer) sollen erhöht werden. Auch will die Regierung, anders als etwa die EU oder die USA, den Finanzsektor bzw. dessen Produkte deregulieren. Damit sollen Japan, seine Unternehmen und seine Finanzzentren für ausländische Investoren attraktiver werden.

## Auswirkungen
Das Programm führte zeitweilig zu mehr Zuversicht in der japanischen Wirtschaft und Bevölkerung. Nach anfänglichen Höchstkursen brach der Nikkei 225 jedoch stark ein. Die Chancen und Risiken von Abenomics werden in der Gesellschaft und auch unter Wirtschafts- und Börsenexperten kontrovers diskutiert. Ein finanzielles Überheben bis hin zum Staatsbankrott, dem Vertrauensverlust der Kapitalmärkte und damit einhergehend nachhaltige Kursabstürze und eine tiefe (globale) Wirtschaftskrise wird für möglich gehalten; für dieses Szenario prägte der UBS-Banker Alexander Friedman den Begriff Abegeddon (in Anspielung auf Armageddon).

## Kritik

### Überschuldung
Zwar liegt die Staatsverschuldung Japans 2013/14 bei hohen 250 % von BIP, Finanzierungsprobleme liegen dennoch nicht vor. Einerseits wird das Staatsdefizit (derzeit) vorwiegend von der japanischen Zentralbank (BoJ) finanziert, andererseits ist die Zinslast für beispielsweise zehnjährige Staatsanleihen gering (bei 0,6 %). Um aus der deflationären Entwicklung zu entkommen, das Wirtschaftswachstum anzuregen, entschlossen sich Abe bzw. seine Partei zu einer als radikal geltenden expansiven Geld- und Fiskalpolitik (Deficit spending) sowie zu einer Abwertung des Yen, um die Auslandsnachfrage anzukurbeln. Da Japan seit Fukushima 2011 allerdings vermehrt von (nun teureren) Energieimporten abhängig ist, haben die Unternehmen gleichzeitig höhere Produktionskosten. Deflationsdämmende (notwendige) Lohnsteigerungen werden von den Unternehmen grundsätzlich kaum gegeben.

### Bundesbank zur Erhöhung der Mehrwertsteuer
Bereits im August 2013 äußerte die Bundesbank in ihrem Monatsbericht offene Skepsis gegenüber der japanischen Wirtschaftspolitik im Allgemeinen und an der für April 2014 geplanten und nunmehr eingeführten Mehrwertsteuererhöhung von 5 % auf 8 %. Diese Erhöhung könne zum Konsumeinbruch, damit zum Rückgang der Industrieproduktion führen und den langfristig abwärts gerichteten Trend gar noch verstärken. In der Tat schrumpfte das BIP Japans wieder kräftig; im zweiten Quartal 2014 um minus 1,7 % (im Vergleich zum Vorquartal) und verglichen mit dem Vorjahresquartal um minus 6,8 %. Bei der Shūgiin-Wahl 2014 konnte Abe seine Wirtschaftspolitik nochmals vom Volk bestätigen lassen.